# Canada Cup i ishockey 1976
Canada Cup i ishockey 1976, som spelades i Kanada och USA, var den första upplagan av turneringen. Den vanns av Kanada. 
De kanadensiska NHL-stjärnorna besegrade 1976 års världsmästare Tjeckoslovakien i finalen. Sovjetunionen slutade på tredje plats, en besvikelse då man satsat på den prestigerika turneringen och dessutom missat världsmästartiteln i april 1976.
Canada Cup kom att kallas då och framgent det "riktiga ishockey-VM". I det vanliga, årliga så kallade världsmästerskapet var öppet professionella spelare inte tillåtna förrän just 1976 (de sovjetiska statsproffsen, som låtsades vara militärer, fick dock märkligt nog deltaga). Detta ledde till att Kanada, som hade världens otvetydigt bästa spelare i form av NHL- (och senare även WHA-) proffsen avstod därför att delta i "VM" 1970–1976. Även efter det första Canada Cup 1976 kom turneringen att fortsätta anses som det riktiga världsmästerskapet då IIHF:s så kallade VM genomfördes och fortfarande (2022) genomförs under våren, då de bästa NHL-spelarna är upptagna med Stanley Cup-slutspelet och därför inte kan delta.
Canada Cup blev en succé såväl sportsligt som publikmässigt. Det kallades världens bästa ishockeyturnering. Särskilt gällde det alla tre matcherna mellan värdnationen Kanada och Tjeckoslovakien. Den andra finalmatchen, som av många då ansågs vara den bästa ishockeymatchen någonsin, bjöd på båda skönspel, tempo och stor dramatik. Den dömdes av svenske domaren Ove Dahlberg, Surahammar, med den äran. Kanada hade utklassat Tjeckoslovakien med 6-0 i första finalen, och inledde i samma överlägsna stil då man tog ledningen med 2-0; då hade man alltså gjort åtta raka mål på finalmotståndaren utan att släppa in något. Inte många förväntade sig då det som komma skulle. Tjeckoslovakien spelade för äran och lyckades sega sig ikapp till 2-2. Kanada tog ånyo ledningen men tjeckoslovakerna lyckades överraskande med fint spel vända till 4-3. Kanada kvitterade till 4-4 vilket stod sig till full tid.
Förlängning med sudden death vidtog. Där dominerade Kanada och gjorde mål ett par gånger. Dessa dömdes dock bort av Ove Dahlberg, som stod emot publiktrycket, som dock var av det accepterande slaget. Till slut lyckades Torontos Darryl Sittler dribbla bort det tjeckoslovakiska försvaret inklusive målvakten Dzurilla och såg till att Lönnlöven vann den prestigeladdade turneringen.
Alla svenska proffsstjärnor i NHL och WHA var tillgängliga för spel i svenska landslaget, med undantag för Christer Abrahamsson och Thommy Abrahamsson; de blev inte uttagna efter en tvist mellan Svenska Ishockeyförbundet och klubblaget New England Whalers. Sverige spelade också inledningsvis mycket övertygande och slog USA 5-2 och nådde oavgjort, 3-3, mot Sovjet efter starka insatser av särskilt Börje Salming, Anders Hedberg och Ulf Nilsson. Sverige förlorade emellertid mot grundseriejumbon Finland med 6-8, trots svensk ledning med 4-1. Finland hade fått storstryk i sina tre första matcher med en sammanlagd målskillnad av 5-29. I Sveriges avslutande match besegrades förgäves de tjeckiska världsmästarna med 2-1 efter två mål av Börje Salming. Salming valdes till turneringens mest värdefulle svenska spelare och togs ut i turneringens stjärnlag som bäste back vid sidan av Kanadas Bobby Orr.

## Gruppspel
|                 | SM | V | O | F | GM | IM | Poäng |
| --------------- | -- | - | - | - | -- | -- | ----- |
| Kanada          | 5  | 4 | 0 | 1 | 26 | 6  | 8     |
| Tjeckoslovakien | 5  | 3 | 1 | 1 | 19 | 9  | 7     |
| Sovjetunionen   | 5  | 2 | 1 | 2 | 23 | 14 | 5     |
| Sverige         | 5  | 2 | 1 | 2 | 16 | 18 | 5     |
| USA             | 5  | 1 | 1 | 3 | 14 | 21 | 3     |
| Finland         | 5  | 1 | 0 | 4 | 16 | 42 | 2     |

## Resultat
- Kanada 11-2 Finland
- Sverige 5-2 USA
- Tjeckoslovakien 5-3 Sovjetunionen
- Sverige 3-3 Sovjetunionen
- Tjeckoslovakien 8-0 Finland
- Kanada 4-2 USA
- Sovjetunionen 11-3 Finland
- Tjeckoslovakien 4-4 USA
- Kanada 4-0 Sverige
- Finland 8-6 Sverige
- Sovjetunionen 5-0 USA
- Tjeckoslovakien 1-0 Kanada
- USA 6-3 Finland
- Sverige 2-1 Tjeckoslovakien
- Kanada 3-1 Sovjetunionen

### Final (bäst av tre)
- Kanada 6-0 Tjeckoslovakien
- Kanada 5-4 Tjeckoslovakien (sd)

## Slutställning
- 1.  Kanada
- 2.  Tjeckoslovakien
- 3.  Sovjetunionen
- 4.  Sverige
- 5.  USA
- 6.  Finland

## Poängligan
| Plats | Spelare         | SM | M | A | Poäng |
| ----- | --------------- | -- | - | - | ----- |
| 1     | Victor Zhlutkov | 5  | 5 | 4 | 9     |
| 2     | Bobby Orr       | 7  | 2 | 7 | 9     |
| 3     | Dennis Potvin   | 7  | 1 | 8 | 9     |
| 4     | Bobby Hull      | 7  | 5 | 3 | 8     |
| 5     | Milan Novy      | 7  | 5 | 3 | 8     |

## All Star Team
- Målvakt: Rogatien Vachon, Kanada
- Backar: Bobby Orr, Kanada; Börje Salming, Sverige
- Forwards: Darryl Sittler, Kanada; Alexander Maltsev, Sovjetunionen; Milan Novy, Tjeckoslovakien
- MVP: Bobby Orr, Kanada

## Spelartrupper

### Sverige
- Målvakter: Göran Högosta, William Löfqvist, Hardy Åström.
- Backar: Thommie Bergman, Lars-Erik Esbjörs, Björn Johansson, Börje Salming, Stig Salming, Lars-Erik Sjöberg, Jan-Olof Svensson, Mats Waltin, Stig Östling.
- Forwards: Per-Olov Brasar, Lars-Erik Ericsson, Roland Eriksson, Inge Hammarström, Anders Hedberg, Dan Labraaten, Willy Lindström, Tord Lundström, Lars-Göran Nilsson, Ulf "Lill-Pröjsarn" Nilsson, Juha Widing, Kjell-Arne Vikström, Mats Åhlberg.
- Coach: Hans "Virus" Lindberg.

## Övrigt
Under Canada Cup 1976 hyllades Sveriges Börje Salming stort på hemmaplan då han fick stående ovationer av den kanadensiska publiken under matchen mellan USA och Sverige, samt även i matchen mellan Kanada och Sverige vilken i likhet med matchen mot USA spelades i Toronto.

### Fotnoter
1. ↑  Tomas Ros (18 augusti 2004). ”1976: Kanada hyllade Salming”. Aftonbladet. http://www.aftonbladet.se/sportbladet/hockey/article10479778.ab. Läst 4 december 2015.